# Jung sa
Jung sa (kor. 정사) – południowokoreański melodramat z 1998 roku, który powstał w reżyserii E J-yonga.

## Fabuła
Źródło:
So-hyun jest po trzydziestce, ma syna i męża architekta. Jej życie staje do góry nogami, gdy poznaje narzeczonego swojej młodszej
siostry, atrakcyjnego In Woo. So-hyun zdaje sobie sprawę, że zakochanie się w młodszym mężczyźnie zniszczy ją i jej rodzinę, ale nie może powstrzymać siebie i nowych uczuć, które się w niej budzą.

## Obsada

### Główne role
- Lee Mi-sook jako So-hyun
- Lee Jung-jae jako In Woo, narzeczony Ji-hyun
- Kim Min jako Ji-hyun, siostra So-hyun
- Song Young-chang jako Jun-Il, mąż So-hyun

### Role drugoplanowe
- Choi Myeong-su jako ojciec
- Choi Woo-kyeok jako Jin Soo
- Choi Yeong-soo jako ojciec Ji-hyuna
- Kwak Joo-eun jako pacjent szpitala
- Kim Min-yeong jako pracownik linii lotniczych